# Oliver Wolcott
Oliver Wolcott Sr. (20. listopadu 1726 Litchfield, Connecticut – 1. prosince 1797 Litchfield, Connecticut) byl americký politik. Byl nejen signatářem Deklarace nezávislosti Spojených států, ale také Článků Konfederace jako zástupce státu Connecticut. Stal se generálmajorem milicí Connecticutu v americké revoluční válce. Sloužil pod generálem Georgem Washingtonem. Stal se 19. guvernérem Connecticutu.

## Životopis

Znak Olivera Wolcotta Sr.

Wolcott se narodil ve Windsoru v Connecticutu, jako nejmladší ze 14 dětí narozených koloniálnímu guvernérovi Rogerovi Wolcottovi a Sarah Drake Wolcottové. Studoval univerzitu Yale, promoval v roce 1747 jako nejlepší student v ročníku. Po dokončení studia guvernér státu New Yorku George Clinton udělil Wolcottovi kapitánskou hodnost, aby vytvořil vojsko milicí pro boj ve francouzsko-indiánské válce. Kapitán Wolcott sloužil na kanadské hranici a bránil ji proti Francii až do smlouvy z Aix-la-Chapelle (Treaty of Aix-la-Chapelle). Na konci války se přestěhoval do nově osídleného Goshenu v severozápadním Connecticutu, kde praktikoval a studoval medicínu u svého bratra Alexandra. Poté se přestěhoval do Litchfieldu a stal se obchodníkem. V roce 1751 byl jmenován šerifem nově vytvořeného kraje Litchfield County v Connecticutu. Ve funkci byl do roku 1771. Dne 21. ledna 1755 se oženil s Lorraine (Laura) Collins Guilford. Měli čtyři děti: Olivera (který zemřel mladý), Olivera Jr., Lauru, Marianna a Fredericka.

### Revoluční válka
Wolcott si během válečných let vybudoval dvě kariéry. Byl jedním z hlavních delegátů za Connecticut na kontinentálním kongresu a zároveň důstojníkem milice. Zúčastnil se americké revoluční války jako brigádní generál a poté sloužil jako generálmajor u milicí z Connecticutu. Jako zástupce Connecticutu na kontinentálním kongresu byl silným zastáncem nezávislosti.
Už na počátku rostoucího boje Američanů s Velkou Británií Wolcott jasně ukázal, že kolonisté se nevzdají svých práv a výsad. V únoru 1776 prohlásil: „Rozdíl mezi námi a Velkou Británií je velký. Nemohu říci, v čem přesně, ale jsme naprosto nespokojeni s Velkou Británií.“  Tato raná podpora nezávislosti ho dovedla k důležité roli během války, a to jak v roli vojenského vůdce, tak jako člena kontinentálního kongresu.
Wolcott měl během americké revoluce možnost vidět sílu milicí. Dne 11. srpna 1776 úředníci Connecticutu nařídili, aby 17. pluk milicí odpochodoval do New Yorku a připojil se k armádě George Washingtona. Po příchodu do Washingtonova tábora guvernér Connecticutu Jonathan Trumbull jmenoval Wolcotta brigádním generálem a pověřil ho velením všech vojenských pluků ve státě New York. Vedl 300–400 dobrovolníků ze své brigády, aby pomohl generálu Horatio Gatesovi a Benediktu Arnoldovi porazit britského generála Burgoyna v bitvě u Saratogy.
V květnu 1779 byl Wolcott povýšen na generálmajora a velel celé Connecticutské milici. To léto měl příležitost vidět chování vojáků generála Williama Tryona v boji s milicemi o záchranu pobřeží. Wolcott byl ve svém boji s generálmajorem Williamem Tryonem z velké části neúspěšný. V průběhu války prokázal hluboké opovržení vůči nepříteli a ve svých vzpomínkách popsal Brity jako „nepřítele, který nejen že porušil všechny zásady vládnoucí civilizovaným národům, ale svým barbarstvím prokázal to nejhlubší opovržení přirozenou lidskostí.“
Kontinentální kongres jej jmenoval Commissioner of Indian Affairs (komisař pro indiánské záležitosti) a byl zvolen delegátem na Kongres v roce 1775. V roce 1776 byl vážně nemocný a Deklaraci nezávislosti podepsal až o něco později.

### Pozdější roky války
Na začátku revoluce učinil Kongres Wolcotta komisařem pro indiánské záležitosti. Jeho úkolem bylo přesvědčit Indiány ze severu, aby zůstali neutrální. Jeho kvalifikace pro tuto roli vycházela z jeho raných zkušeností z bojů na severní hranici během francouzsko-indiánské války. Proto byl nyní byl požádán, aby spolu s Richardem Butlerem a Arthurem Lee jednali o dohodě o míru s Six Nations- Iroquois confederacy v pevnosti Fort Schuyler.
Kromě poválečné role diplomata usiloval Wolcott o vyšší úřad. V roce 1786 byl ustanoven jako Lieutenant Governor (vicepremiér) guvernéra Connecticutu za federalisty a v této funkci působil deset let. Byl do této funkce zvolen znovu a úřad zastával až do své smrti ve věku sedmdesáti jedna let.

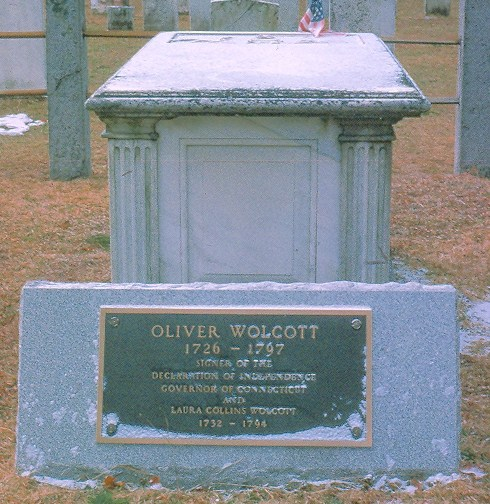
Náhrobek Olivera Wolcotta

### Smrt a odkaz
Wolcott zemřel 1. prosince 1797 v Litchfieldu v Connecticutu. Je pohřben na východním hřbitově v Litchfieldu v Connecticutu. Historik Ellsworth Grant připomíná Wolcottovo revoluční válečné úsilí, když uvedl: „pochybuji, že jakýkoli jiný úředník v Connecticutu v tomto období nesl na svých bedrech tolik veřejných povinností.“
Jeho syn Oliver Wolcott ml. působil jako ministr financí za prezidentů George Washingtona a Johna Adamse a jako guvernér státu Connecticut. Město Wolcott v Connecticutu nese jeho jméno. Jeho dům v Litchfieldu byl v roce 1971 vyhlášen národní kulturní památkou. V Torringtonu v Connecticutu se nachází škola pojmenovaná po něm: Oliver Wolcott Technical High School (Technická střední škola Olivera Wolcotta).
V roce 1798 byla pevnost Fort Washington na Goat Island v Newportu, Rhode Island přejmenován na Fort Wolcott. Tato pevnost byla aktivně využívána až do roku 1836. Později se stala majetkem United States Naval Torpedo Station.
Mezi jeho potomky patří kongregacionalistický duchovní Samuel Wolcott, D.D.; Edward O. Wolcott, senátor Spojených států z Denveru; a Anna Wolcott Vaile, která v Denveru založila Wolcott School for Girls, Wolcottova škola pro dívky.